# 马纳克
马纳克（法語：Manhac）是法国阿韦龙省的一个市镇，属于罗德兹区。该市镇2009年时的人口为819人。

## 人口
马纳克人口变化图示
| 数据来源：INSEE |